# Casa-fàbrica Permanyer
La casa-fàbrica Permanyer és un conjunt d'edificis situats als carrers d'Estruc, Comtal i de les Moles de Barcelona, que van allotjar una fàbrica de sabó, les estructures de la qual van ser posades de manifest en una intervenció arqueològica entre el 2013 i 2014. La finca actual inclou l'edifici del carrer de les Moles, 5, catalogat com a bé amb elements d'interès (categoria C).

## Història
Les primeres referències documentals a la fàbrica de sabó són del 1782, quan arrel d'una inspecció de l'Ajuntament motivada per les queixes dels veïns, els mestres de cases Joan Garrido i Pau Mas van redactar un informe en el qual aconsellaven la reconstrucció de la xemeneia per a millorar la sortida de fums. El 1796, Feliu Permanyer va adquirir per 11.600 lliures la propietat de les cases del carrer de n'Estruc, 4, Moles, 3 i Comtal, 13 a Antònia Llosas, vídua del doctor en drets Pau Guitart i Gorch, i als seus fills, i tot seguit va demanar permís per a reconstruir-les, segons el projecte del mestre de cases Josep Ferrer.
El 1819, el seu fill Joan Permanyer i Planagomar va adquirir la casa del carrer de n'Estruc, 6 per venda judicial, i va demanar permís per a reedificar-la amb planta baixa i tres pisos, segons el projecte del mestre de cases Pelegrí Bosch. A la seva mort el 1845, la propietat va passar a mans del seu fill Feliu Permanyer i Tuyet.
El 1853, el negoci era en concurs de creditors i Feliu Permanyer va fer cessió voluntària dels seus béns; això explicaria el fet que el 1859 el titular de la saboneria fos Benet Vila, que va demanar permís per a traslladar-la al carrer d'en Ferlandina, 20, en un edifici de nova planta. El 1863, la fàbrica s'anunciava com a: «Condal, 14. La Estrella. Gran fábrica de jabones de todas clases: blanco superior; duro jaspeado y amarillo; blando diafanado dorado, á la malagueña, marsellesa y mallorquina. Pastillas de jabon blanco superfino de libra y de seis onzas. Esportacion á todas partes. D. Félix Permanyer.»
Feliu Permanyer i Tuyet va morir el 1871 i els seus béns passaren a mans de la vídua Felipa Català i Iglésias (†1883).
Al segle xx hi havia la serralleria d'Orenci Mora (Estruc, 4-6) i la llibreria de vell de Josep Permanyer (Comtal, 13).

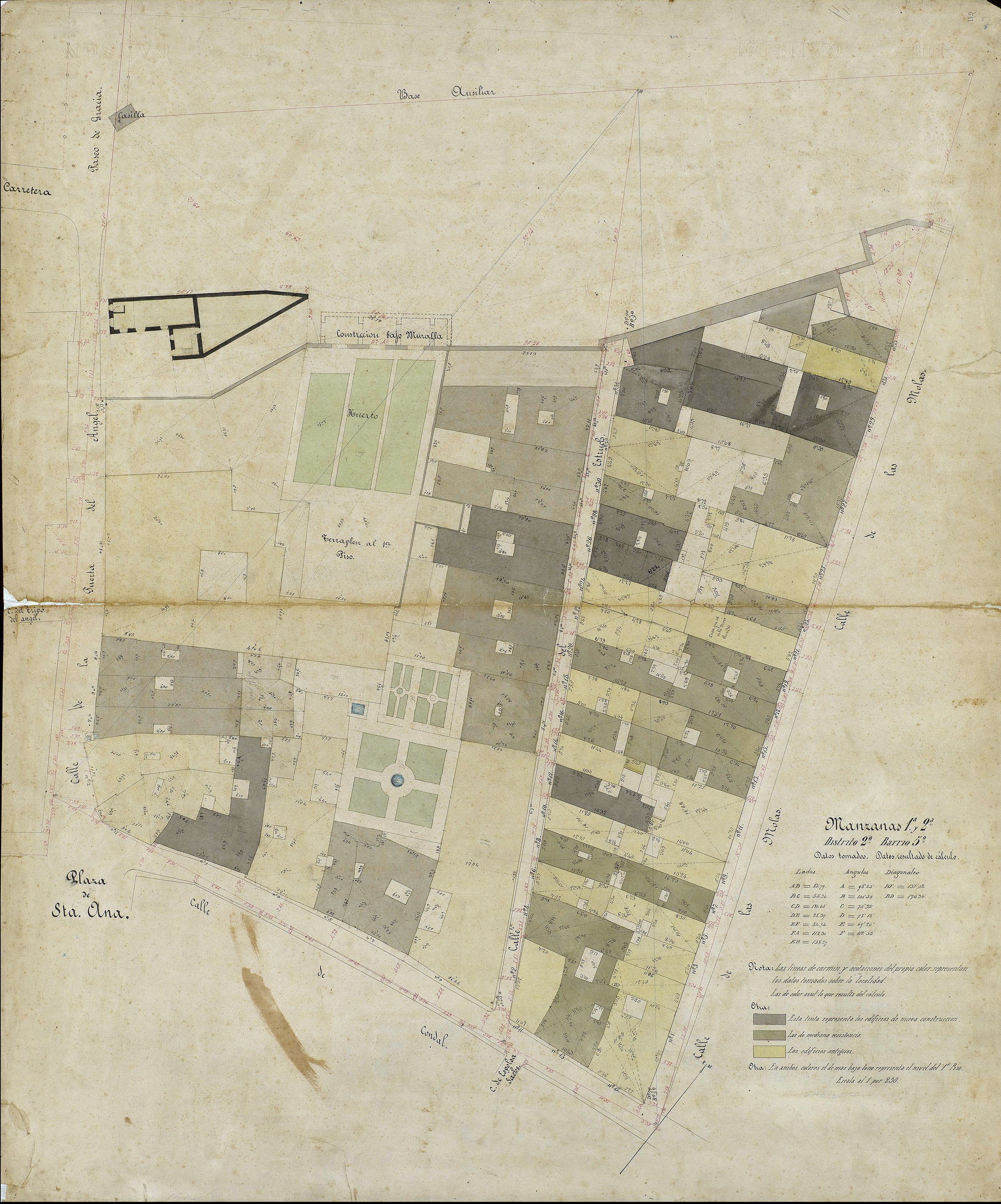
Quarteró núm. 42 de Garriga i Roca (c. 1860)